# Munio Gitai Weinraub
Munio Gitai Weinraub (ur. 1909 w Szumlanach, zm. 1970) – izraelski architekt.

## Życiorys
Urodził się w 1909 roku w Szumlanach. Wychował się w Bilitz (współcześnie: Bielsko-Biała), gdzie należał do młodzieżowej organizacji Ha-Szomer Ha-Cair. W latach 1924–1927 uczył się w lokalnej szkole stolarskiej, po czym zdał do niemieckiej szkoły średniej. Jesienią 1928 roku rozpoczął naukę w Berlińskiej Szkole Stolarstwa, a następnie przeniósł się na Bauhaus, gdzie studiował u Ludwiga Miesa van der Rohe i Hannesa Meyera. Do wiosny 1932 roku, gdy nazistowskie władze przestały finansować uczelnię, Weinraub ukończył cztery semestry, po czym dołączył do berlińskiego biura Miesa van der Rohe. Wraz z trójką innych byłych studentów Bauhausu żydowskiego pochodzenia został pobity i zaaresztowany, po czym wydalono go z Niemiec. Po pobycie w Szwajcarii, w 1934 roku wyjechał do Palestyny.

Klatka schodowa w budynku administracji i biblioteki Jad Waszem

W latach 1937–1959 Weinraub współpracował z Alfredem Mansfeldem. Do wspólnych projektów spółki architektonicznej należą pomnik poległych w I wojnie izraelsko-arabskiej usytuowany w Kirjat Chajjim (ukończony w 1953), jadalnia w kibucu Ha-Zore’a (1950), budynek administracji i biblioteki Jad Waszem (1953) oraz budynek im. Mazera Uniwersytetu Hebrajskiego w Jerozolimie (1959). Wraz z Dorą Gad spółka także zaprojektowała wnętrze dziewięciu statków ZIM (pierwszej izraelskiej firmy transportowej), w tym okręt flagowy Szalom.
W ciągu 36-letniej kariery Weinraub przyczynił się do zaprojektowania tysięcy budynków mieszkalnych, domów robotniczych i prywatnych w Hajfie i jej okolicach, a jego projekty fabryk należą do jednych z pierwszych struktur industrialnych zbudowanych w tak wielkiej skali w regionie zatoki Hajfy. W swej pracy Weinraub łączył zainteresowanie kwestiami społecznymi Meyera ze skrupulatnym podejściem do konstrukcji cechującym prace Miesa van der Rohe. Jego projekty charakteryzowały się prostotą, geometrycznym minimalizmem i wrażliwością na potrzeby społeczne. Do jego ważnych późniejszych prac należą projekty zrealizowane w kibucu Kefar Masaryk, którym poświęcono w 2013 roku wystawę w Museum of Modern Art.
Zmarł w 1970 roku.
Jego syn Amos Gitaj (rodzina zmieniła nazwisko z „Weinraub” na „Gitai” – w oparciu o tłumaczenie niemieckiego nazwiska na hebrajski), choć ukończył studia architektoniczne w Technionie, jednak nie poszedł w ślady ojca – po służbie wojskowej w latach 70. został filmowcem. W 2012 roku miał premierę jego film poświęcony ojcu.